# Fredrik Hansson
Fredrik Hansson, född 24 april 1988 i Limhamn, är en svensk ishockeyspelare som spelar för Kristianstads IK i Hockeyallsvenskan. Säsongen 2017/2018 vann han poängligan för Hockeyettan. Hansson spelade som junior i Malmö Redhawks och därefter för IK Pantern och Tingsryds AIF innan han 2011 kom till Kristianstad IK. År 2024 arbetar han som sportschef/vikarie i Kristianstad IK och har fyra barn, varav ett tvillingpar födda 2023. 